# 中華民國首長特別費事件
首長特別費事件是指2006年於中華民國國務機要費案之後，檢察單位針對各個首長的特別費支出進行調查與起訴的一列活動。多數行政首長都被發現將特別費使用於私人支出上以及為了報銷特別費而使用假發票報帳的現象，其中最受矚目的就是馬英九在臺北市市長任內的特別費案。
遭受調查的首長，除馬英九之外，還有蕭萬長、連戰、吳敦義、蔡英文、謝長廷、蘇貞昌、呂秀蓮、游錫堃等多名政務首長遭調查、偵訊、起訴及法庭審理。由於民進黨執政時期其中遭波及的民進黨公職人員較多，直到政黨二次輪替國民黨重新執政以後，民進黨對此認為檢察機關明顯偏袒，要求立法院民進黨團擴大檢舉國民黨政務官特別費問題。
在該事件之後，前臺北市市長馬英九的市府秘書處科員（余文時任市府秘書處科員，為事務官，非政務官秘書長）余文與杜正勝幕僚郭秀霞、陳香微是少數因特別費被判刑的人士，而首長皆被判處無罪。法官蔡守訓審理馬英九案時，判決馬英九無罪，但判決陳水扁國務機要費案認定有罪，引起民進黨抗議兩案審理標準不同。2011年5月立法院通過特別費除罪化，但是由於並沒有將國務機要費除罪化，仍有泛綠官員被繼續審判，但皆被判無罪或緩刑。

## 事件經過
- 2006年5月起，民主進步黨數名民意代表（立法委員謝欣霓，臺北市議員徐佳青、周威佑等）質疑馬英九特別費的支出方式，並檢舉告發[2]。告發者認為，特別費的持有人僅具有特別費的支配權，而非所有權，告發者認為馬英九此舉涉嫌貪污與偽造文書等兩項非告訴乃論罪。

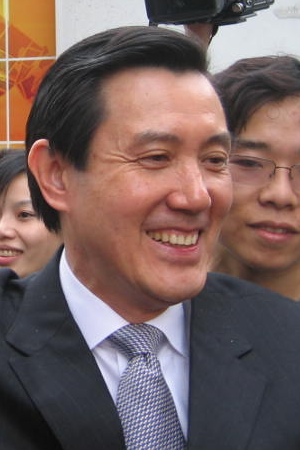
2006年，捲入特別費爭議的馬英九。

- 2006年11月14日，馬英九因特別費支出爭議，遭台北地檢署偵訊。檢察官侯寬仁以「他」字案關係人身份，傳訊馬英九出庭說明。調查顯示台北市政府特別費的一半被直接匯入馬英九帳戶並私用。中國國民黨及民進黨立委蔡啟芳在此時對其他首長的特別費提出爭議，認為全中華民國的主管之特別費，連檢察機構內的檢察長都應為偵查之對象。

- 2006年12月20日，台南地檢署傳訊包括臺南市市長許添財及臺南市前副市長許陽明等四位被告及六位關係人，為繼馬英九之後，第二位地方首長被傳喚到案說明[3]。

- 2007年2月5日，龍應台在《中國時報》發表「自首報告」自承：「從一九九九年秋天踏進台北市政府成為台北市的首任文化局長開始，我的特支費的一半，三萬四千元，就是每個月直接匯入薪資帳戶的。秘書作業自動處理，沒問過我，也沒有任何人告訴過我還有其他的可能作法。」[4]。

- 2007年2月13日，台北地方法院檢察署正式宣佈馬英九所涉及的特別費案件偵查終結，以違反貪污治罪條例、偽造文書罪為由，起訴馬英九與秘書室科員余文[5]。

- 2007年3月12日，台南地檢署偵結台南市長許添財與副市長許陽明特別費的案件，許添財因公支出大於特別費，故檢察官給予許添財予不起訴處分，而許陽明因蒐集他人消費之發票詐領特別費遭檢察官依貪污治罪條例、偽造文書起訴[6]。

- 2007年8月14日，台北地方法院宣判馬英九特別費案一審無罪。法官蔡守訓以「領據核銷半數特別費，確係在維繫特別費乃首長法定薪資外之實質補貼屬性」和「客觀上顯乏使用任何欺罔不實之詐術方法使任何會計審計人員陷於錯誤而核發之舉措」認定馬英九無罪[7]。同案的余文依偽造文書罪判有期徒刑1年2個月，可上訴。

- 2007年8月17日，台北地檢署檢察官侯寬仁宣佈對馬英九提起再上訴。

- 2007年9月21日，曾擔任桃園縣長及宜蘭縣長的呂秀蓮和游錫堃以及曾擔任外交部長的陳唐山也因特別費遭特別偵查組依貪污治罪條例、偽造文書罪起訴。游錫堃遭起訴後，則在當日晚宣佈辭去民進黨主席職務。至於謝長廷和蘇貞昌將特別費匯入私人帳戶之部份，引用大水庫理論[注 1]，予以不起訴處分[9]。

- 2007年12月28日，台灣高等法院二審判決馬英九無罪；同案的余文依偽造文書罪判有期徒刑1年。

- 2008年1月3日，馬英九控告負責特別費案之檢察官侯寬仁筆錄不實，涉嫌偽造文書及瀆職[10]。

- 2008年4月24日，馬英九特別費案，最高法院三審宣判上訴駁回，馬英九無罪定讞，同案的余文有期徒刑1年定讞。

- 2008年7月15日，特別偵查組依貪污治罪條例、偽造文書罪起訴5名已卸任之民進黨首長，包含杜正勝、施茂林、李逸洋、林嘉誠、朱武獻。民進黨修改因貪污而停權或開除黨籍的規定，其中包括：若四分之三以上廉政委員認為司法判決有爭議時，可以免罰[11]。

- 2009年6月，自由時報的報導認為司法對泛綠早已起訴移審，對泛藍的特別費問題則以「偵查中」之由按兵不動；且傳言藍營將採取「拖」字訣，並在拖無可拖時，修法解套特別費問題[12]。

- 2009年7月，泛綠決定以法律行動反制部分檢察官，泛綠認為這些檢察官針對泛綠濫權起訴[13]。余文出獄後，擊敗多名競爭者，得到台北市兵役處的公職錄取（台北市市長已換為郝龍斌）。

- 2009年9月30日，因特別費被起訴的第二案，前台南市副市長許陽明經台南地方法院近三年之審理，一審判決許陽明無罪。本案的審理，許陽明除了就特別費的統一性質，在法律上並無所謂的「領據的特別費」與「單據的特別費」兩種，因此特別費不應有不同的對待標準。且過去特別費的使用一向尊重首長使用的慣例、許陽明從未經手申報特別費之等等辯護之外，判決書採納許陽明的辯護詞，反駁起訴書說「豈有一方面認實質補貼性質，另一方面又認為以私人花費報領特別費應構成職務上詐領財物之理。」且判決書反駁檢方起訴書所說的特別費是「特別酬庸」或「實質補貼」的說法，認定特別費不具待遇性質，特別費並非「特別酬庸」或「實質補貼」。一審判決書敘明：一、許陽明從未經手申報特別費，也從未有一筆特別費，無論是領據部分或單據部分匯至私人帳戶，而是放在辦公室公用，薪水也是先扣除辦公室的不足支出後，再匯至個人帳戶。根據檢調單位所取得的辦公室電腦記帳記錄查證，判決書認定，許陽明放在辦公室公用的薪資及個人獎金等「其他收入所得已足以支付其個人花費，根本不需動用到特別費。」二、起訴書說許陽明將許添財市長的消費拿來申報，判決書說：「顯有違誤。」起訴書說許陽明卸任後還申報特別費，判決書說：「應有誤認。」三、許陽明在台北、高雄之消費，例如牛排消費，大飯店消費及諸多其他消費--等等，經證人包括中時晚報前總經理、中華民國自然保育協會副理事長、臺南市記者....等等很多位到庭作證，另外包括接待瓜地馬拉總統、日本交流協會秘書長垂秀夫---等等費用，也經公務行程--等等證明。這部分判決書說：「證明均與公務有關。」四、許陽明認為消費經再三查證仍有一些不清楚之處，檢察官如認為與公務無關應負舉證責任。判決書因此判定：「起訴書僅記載消費時間、地點及報銷項目，就消費目的為何，是否全然與公務無關，並未提出任何證據為憑，因此無法遽指此一部份報領有何不法。」--等等理由，因此判許陽明無罪。此案台南地檢署繼續上訴，2010年5月13日，台南高等法院二審判決，駁回上訴，檢方再度上訴。11月4日，最高法院判決駁回上訴，本案歷時四年多，終告無罪三審定讞。

- 2011年5月3日，立法院三讀通過《會計法》第九十九條之一增訂案，民國95年（2006年）12月31日前特別費的報支、經辦、核銷、支用及其他事項，不追究行政及民事責任；如涉及刑事責任者，不罰，將特別費問題除罪化。該法案原本是立院民進黨團提出，民進黨當時羅列特別費、機要費、機密費、辦公費、研究費、民意代表助理費、出國考察費、村里長事務補助費等多項費用，但國民黨修改成只包括特別費。5月18日總統公布此次法案，成爲法律。

- 2011年6月23日，因會計法增訂第九十九條之一除罪化，特別偵查組因而簽結111人。另外因原始憑證已銷燬簽結23人、查無具體不法事證簽結47人、發交各地檢署辦理簽結12人，被告死亡簽結1人，計簽結194人。

- 2011年7月29日，民進黨首長特別費案，台北地方法院一審宣判，施茂林、李逸洋、林嘉誠、朱武獻等人被起訴的犯罪事實為95年12月31日以前，給予免訴判決；杜正勝獲判無罪（檢方未對施茂林、李逸洋、林嘉誠、朱武獻、杜正勝提起上訴，一審定讞）。但杜正勝幕僚觸犯偽造文書罪，判處郭秀霞有期徒刑2年、陳香微1年4個月。

- 2011年11月24日，民進黨首長特別費案，台灣高等法院二審宣判，杜正勝幕僚觸犯偽造文書罪，判處郭秀霞有期徒刑2年（緩刑3年）、陳香微7個月（緩刑2年），全案定讞。

- 2012年7月2日，前副總統呂秀蓮、前行政院長游錫堃、前外交部長陳唐山等人國務費及首長特別費案，台北地院判決3人無罪及免訴。經辦相關費用的6名幕僚，因使用不實發票、單據核銷，構成偽造文書罪，被分別判刑2個月到6個月，但均獲得緩刑2年。[14]檢方未對呂秀蓮、游錫堃、陳唐山提起上訴，6名幕僚亦未上訴，全案定讞。

## 社會評論
- 馬英九認為任內可報為因公支出之公益、公務捐贈之總金額共達5,150萬3,199元，遠高於所領取之「領據特別費」總金額（1,530萬4,300元），因此根據大水庫理論，他並未挪用「領據特別費」（部分捐款來自選舉補助款）。

- 由於台灣的報帳體系僵化，以其他發票報帳是常態，例如實驗室的設備是以購買墨水匣或連接線的名義報帳。但不能光以此現象就認定貪污罪成立，此現象稱為「公款公用」但非「公款法用」。

- 部分人相信余文是司法惡意誤判下造成的冤獄，例如中國人權協會指出：「（特別費案是）行政陋習所形成的歷史共業，不應由余文一人承擔，呼籲檢察官暫緩對余文案執行，以期人權保障。」[15]余文回任公務員之後，輿論雖然沒有刻意譴責余文，但是卻質疑其品德操守是否能再度擔任公務員。

## 後續發展
檢方繼續清查政府各項支出報帳，後續多位民代因利用公款上酒店再以假發票報帳而入獄，如顏清標、張清堂等人。
2012年起，檢方發現國立大學院校的教授申請國科會計劃以假發票報帳，估計有一千多位教授涉案，有700位教授及研究人員遭約談、起訴，被稱為大專院校教授涉挪用國科會補助款弊案。
2011年5月，立法院通過會計法修正案，將政府首長特別費事件中以假發票報帳的行為除罪化，但沒有涵蓋民意代表及大學教授。
2013年5月，立法院再度通過會計法修正案，將民意代表以假發票報帳行為除罪化，並溯及既往。此修正案隨即引發爭議，被質疑是顏清標條款。馬英九總統召開記者會道歉，責成行政院進行覆議，立法院召開臨時會，同意覆議，修法退回原點。